# HegerGuss

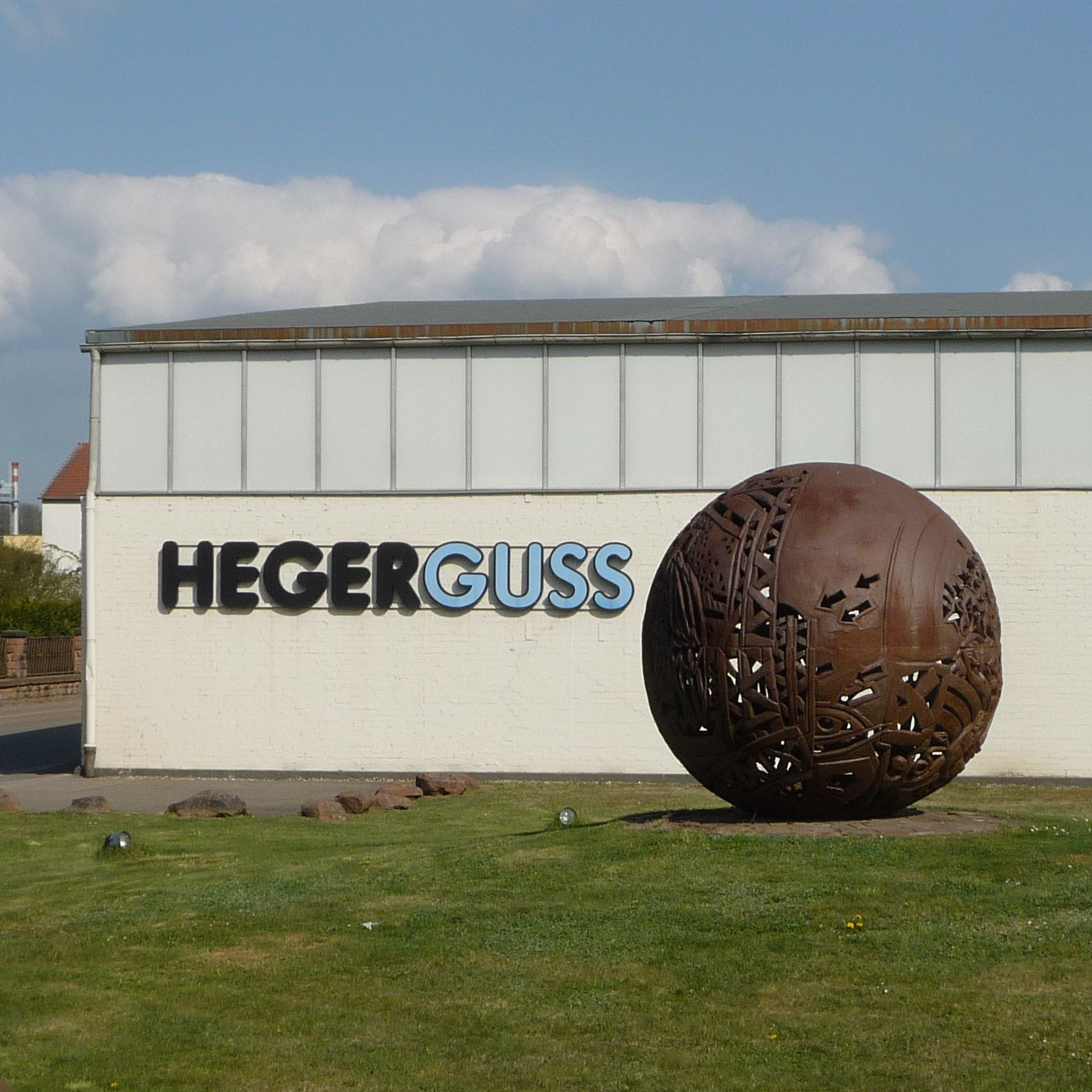
Niederlassung in Enkenbach-Alsenborn

Die HegerGuss GmbH ist ein Eisenguss-Unternehmen mit Sitz im pfälzischen Enkenbach-Alsenborn und einer der größten Hersteller von Windkraftgussteilen in Europa.

## Geschichte

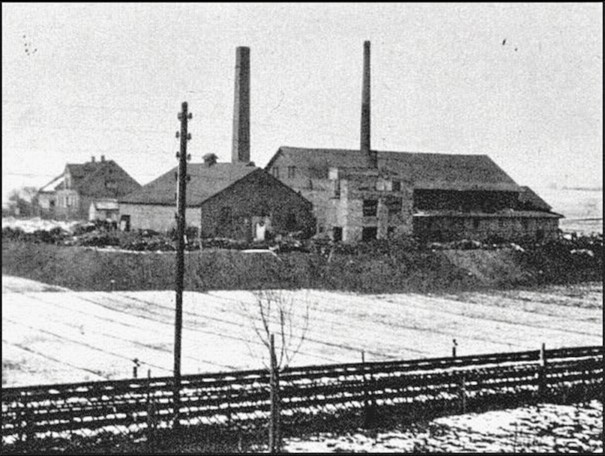
Alte Fabrik Heger Guss

Am 12. Februar 1902 wurde von Karl Heger und Ludwig Müller eine Grau- und Metallgießerei gegründet. Zu Beginn wurde Guss für Herde, Öfen, Landwirtschaft und Handelsguss produziert. Nach der Übergabe der Geschäftsführung von Karl Heger an seinen Sohn Jakob verschob sich der Fokus des Betriebs auf Chemie-, Maschinen- und Schablonenguss. Seit 1917 ist das Unternehmen im Alleinbesitz der Familie Heger.
Jakob Heger wurde seit 1926 von seinem jüngsten Bruder Hans als gleichberechtigtem Geschäftsführer unterstützt. Gemeinsam erweiterten sie die Produktpalette der Gießerei. So wurden 1926 die ersten Gehäuse für Schiffsdieselmotoren gegossen. Im selben Jahr begann auch das Tochterunternehmen „Gebrüder Heger“ mit der Fertigung gussintensiver Metzgereimaschinen. Es wurde jedoch 1944 bei einem Bombenangriff zerstört und nie wiederaufgebaut.
Erweitert wurde die Produktpalette in den 30er Jahren um die „Pfalzkelter“, eine Traubenpresse, die vor allem in die Weinbauregionen von Rheinland-Pfalz und Saar geliefert wurde Jakob Heger war Geschäftsführer bis zu seinem Tode im Jahre 1948. Danach übernahm Hans die alleinige Geschäftsführung. Hans Heger und sein ältester Sohn Hans-Jakob Heger engagierten sich auch außerhalb des Unternehmens. So war Hans Heger 1950 der Initiator der „Arbeitsgemeinschaft Eigenheim“, in der viele Mitarbeiter dank erheblicher Eigenleistung Häuser errichteten.
Neben der Gießerei wurde 1954 ein Apparatebau gegründet, der für die Chemische Industrie Anlagen und Behälter aus Stahl und Sonderstählen herstellte. Ausräumschnecken für Spezialöfen, Mahltrommeln zur Herstellung des Pulvers für die Beschichtung von Tonbändern, Autoklaven und Rührwerken zählten zu den Erzeugnissen, die auch in die Niederlande, nach Schweden und selbst bis nach Brasilien geliefert wurden.
1966 starb Hans Heger. Sein ältester Sohn Hans-Jakob hatte ein Jahr zuvor verantwortlich die Geschäftsführung übernommen. Er stellte die Firma als eines der ersten Gießereiunternehmen überhaupt auf ein völlig neues, ressourcenschonendes Formverfahren um. Mit dem Erwerb der Meehanite-Lizenz wurde die Qualität der Erzeugnisse entscheidend verbessert. Heger gewann deutschlandweit in der Branche und bei den Kunden Profil als gefragter Hersteller von Einzelstücken und Kleinserien aus Grauguss und zunehmend aus Kugelgraphitguss, einem Gusseisen mit stahlähnlichen Eigenschaften. 1978 wurde der Apparatebau eingestellt und Heger konzentrierte sich wieder komplett auf die Guss-Herstellung.
Zum 100-jährigen Firmenjubiläum im Jahr 2002 übergab Hans-Jakob Heger die alleinige Geschäftsführung an seinen Sohn Johannes, der sich als Geschäftsführer schon seit 1995 bewährt hatte. Um die Jahrtausendwende gelang HegerGuss der Einstieg in die Herstellung von Guss für die Windkraftindustrie. Johannes Heger brachte als neuer Geschäftsführer das Unternehmen weiter voran. Die Zusammenarbeit mit der Universität Kaiserslautern und den ansässigen Fraunhofer-Instituten wurde verstärkt, die Simulation von Gießprozessen entscheidend weiterentwickelt und das Unternehmen ausgebaut.
Der jüngste Schritt war die Gründung von HegerFerrit, einer eigenständigen, neuen Gießerei im Konversionsgebiet des nahegelegenen Ortes Sembach im Jahr 2009. Für 25 Millionen Euro entstand eine Gießerei zur serienmäßigen Herstellung von Gusskomponenten in der Gewichtsklasse bis zu 30 Tonnen, insbesondere für Windkraftanlagen. Damit wurde die Erzeugungskapazität um 30.000 Jahrestonnen erhöht.
Im September 2022 wurde für alle Unternehmen der Gruppe Insolvenz angemeldet. Die Insolvenz in Eigenregie wurde im September 2023 abgeschlossen. Neben der Familie Heger wird weiterhin die Geschäfte führen, als Investor ist die Hermann Bettels-Gruppe eingestiegen.

## Unternehmensstruktur
Zur HegerGruppe gehören neben der HegerGuss GmbH die drei Gesellschaften HegerFerrit, HegerPro und HegerGGD.

## Innovation und Forschung
Die ringförmige Produktionshalle „Runde Gießerei“ der HegerFerrit in Sembach ist weltweit einzigartig und bildet eine geschlossene Prozesskette. Ziel beim Bau der innovativen Anlage 2008/2009 war es, die Produktionsabläufe nachhaltig zu verbessern. Durch den automatisierten Transport auf einer Kreisbahn werden Wartezeiten und unnötige Transportwege vermieden. Jede Halle ist nur einer Art von Tätigkeit gewidmet und enthält ortsunveränderliche Arbeitsstationen. So können Prozesse produktiv, sicher und ergonomisch korrekt gestaltet werden und stören sich nicht gegenseitig. Die Mitarbeiter mit ihrem persönlichen Werkzeug haben einen festen Arbeitsplatz und Emissionen werden an Ort und Stelle abgefangen.

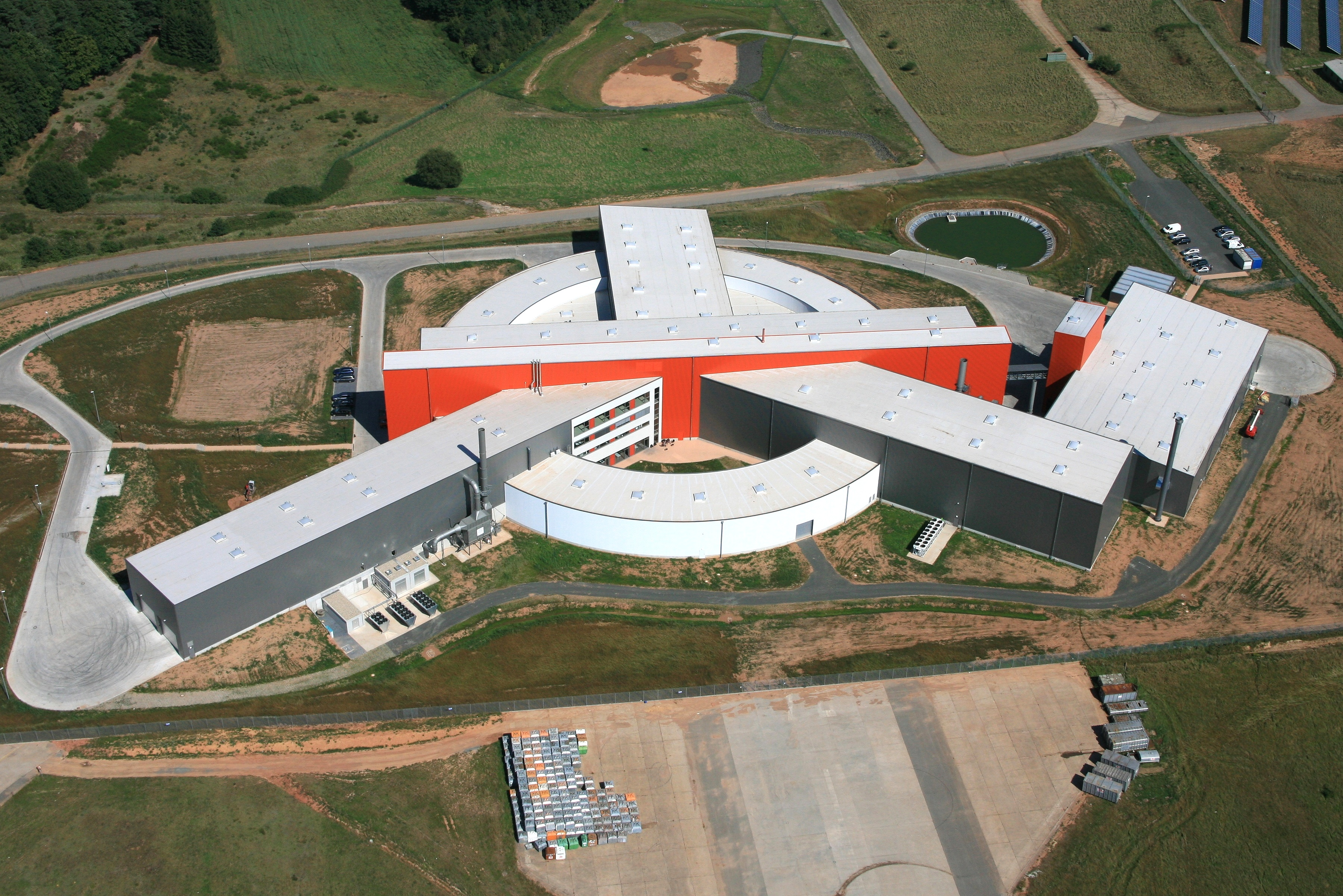
Halle der Heger Ferrit

Zudem ist die HegerGuss GmbH stark in der Werkstoffentwicklung engagiert. Sowohl in der Verbandsarbeit als auch in speziellen Forschungsgremien und -projekten sind Mitarbeiter aktiv beteiligt.
Kooperationspartner wie z. B. das Fraunhofer-Institut für Techno- und Wirtschaftsmathematik sorgen für eine kontinuierliche Einbindung der HegerGuss GmbH in die Forschung. So entstand in Zusammenarbeit beispielsweise eine erweiterte Visualisierungsumgebung, die erstmals eine durchgängige Verbindung von Prozesssimulation und Bauteilkonstruktion umfasst.

## Produkte
An den beiden Produktionsstandorten Enkenbach-Alsenborn und Sembach werden sowohl Einzelstücke als auch Serien von 2.000 Bauteilen pro Jahr im Gewichtsbereich zwischen 1.000 kg und 30.000 kg produziert. Neben dem klassischen Hohlformverfahren mit Holz-, Kunststoff- und Metallmodellen wird auch das Vollformverfahren eingesetzt, bei dem das Modell aus Polystyrol in der Gießform verbleibt und thermisch zersetzt wird.
Zur Produktpalette zählen Bauteile für Dieselmotoren für beispielsweise Lokomotiven, Gussteile für Gas- und Dampfturbinen, zahlreiche Teile für den Maschinenbau und Windkraftgussteile.